# Deux jours, une nuit
Deux jours, une nuit (tựa tiếng Anh: Two Days, One Night, tựa tiếng Việt: Hai ngày, một đêm) là một bộ phim chính kịch Bỉ-Pháp-Ý sản xuất vào năm 2014, biên kịch và đạo diễn bởi Anh em Dardennes, với các vai chính thuộc về Marion Cotillard và Fabrizio Rongione.
Bộ phim tranh giải Cành cọ vàng tại Liên hoan phim Cannes 2014. Ngoài ra, nó còn được đề cử hai giải César và Giải BAFTA cho phim nói tiéng nước ngoài xuất sắc nhất. Bộ phim được chọn làm đại diện của Bỉ để tranh giải Giải Oscar cho phim nói tiếng nước ngoài hay nhất tại lễ trao giải lần thứ 87 nhưng không được đề cử, mặc dù vậy, Marion Cotillard được nhận một đề cử nữ chính xuất sắc cho vai diễn Sandra Bya của cô.

## Tóm tắt
- Lưu ý: Tóm tắt sau đây có thể cho biết trước tác phẩm.

Bối cảnh ở Seraing, một thị trấn công nghiệp ở Liège, Bỉ, Sandra là một người vợ và là một người mẹ trẻ, làm việc trong một công ty sản xuất tấm năng lượng mặt trời nhỏ. Cô mắc phải bệnh suy nhược thần kinh, điều này làm cô phải nghỉ việc tạm thời. Trong thời gian Sandra ở nhà, các đồng nghiệp của cô nhận ra rằng họ có thể làm thay ca của cô ấy bằng cách tăng ca và người quản lý hứa sẽ đưa mỗi người €1,000 với điều kiện họ đồng ý cho Sandra mất việc. Sandra sau đó trở lại công ty và khám phá rằng số mệnh của cô phụ thuộc vào 16 người đồng nghiệp, và cô phải gặp mỗi người trong số họ vào hai ngày cuối tuần, thuyết phục họ từ chối khoản tiền thưởng. Tuy nhiên, phần lớn mọi người đều cần khoản tiền đó cho gia đình họ và Sandra phải đối mặt với những khó khăn, vật lộn trước khi quyết định vào sáng thứ Hai.
Cuối cùng, các công nhân bỏ phiếu lại lần thứ hai. Lần này, số phiếu bằng nhau, 8 người chọn Sandra và 8 người còn lại chọn tiền thưởng. Vì kết quả như vậy, nên Sandra buộc phải rời công ty.
Tuy nhiên, giám đốc công ty gọi cô vào văn phòng, và chấp nhận để cô ở lại thay cho những người khác. Cô từ chối - bây giờ cô đã có đủ tự tin để bắt đầu một cuộc sống mới cho riêng mình.

## Diễn viên
- Marion Cotillard vai Sandra Bya
- Fabrizio Rongione vai Manu Bya
- Catherine Salée vai Juliette
- Olivier Gourmet vai Jean-Marc
- Christelle Cornil vai Anne
- Pili Groyne vai Estelle
- Simon Caudry 	vai Maxime
- Batiste Sornin vai M. Dumont

## Sản xuất
Bộ phim được sản xuất bởi những nhà sản xuất người Bỉ, các nhà sản xuất khác đến từ Pháp và Ý. Sản xuất bởi công ty Les Films du Fleuve của anh em Dardenne, công ty Archipel 35 của Pháp, BIM Distribuzione của Ý và Eyeworks Film & TV Drama của Bỉ. Nguồn đầu tư từ công ty Flemish Audiovisual Fund, RTBF and Centre du cinéma et de l'audiovisuel. Kinh phí sản xuất phim là 7 triệu Euros. Phim bấm máy cuối tháng 6 năm 2013 tại Seraing và đóng máy vào tháng 9 năm 2013.

## Phát hành
Two Days, One Night khởi chiếu tại Liên hoan phim Cannes 2014 vào ngày 20 tháng 5 năm 2014. Bộ phim phát hành ở Pháp ngày 21 tháng 5 bởi Diaphana, và ở Bỉ bởi Cinéart. Nó trình chiếu ở Liên hoan phim Sydney ngày 9 tháng 6 năm 2014, Liên hoan phim Munich ngày 29 tháng 6 năm 2014. Bộ phim được trình chiếu lần đầu tiên tại Bắc Mỹ ở Liên hoan phim Telluride ngày 29 tháng 8 năm 2014. Ngoài ra, ở Liên hoan phim Toronto, bộ phim cũng được góp mặt và chiếu vào ngày 9 tháng 9 năm 2014.

## Tiếp nhận
Two Days, One Night nhận được sự hoan nghênh từ các nhà phê bình sau khi công chiếu tại Liên hoan phim Cannes 2014. Màn trình diễn của Cotillard còn nhận được một tràng pháo tay kéo dài gần 15 phút. Chuyên trang Rotten Tomatoes chứng nhận "Certified Fresh" cho phim với 97% nhà phê bình cho một đánh giá tích cực dựa trên 147 bài đánh giá, điểm trung bình 8.4/10. Đánh giá chung của họ: "Một bộ phim xúc động và sâu sắc khác đến từ anh em nhà Dardenne, Two Days, One Night đã truyền tải được thông điệp trường tồn, tính trung thực và lòng trắc ẩn qua đôi mắt tinh tường của họ". Bộ phim còn đạt được số điểm 89/100 trên Metacritic, thang điểm "universal acclaim" (tuyệt đối hay).
Empire cho bộ phim 5/5 sao, viết "một bộ phim hiếm có về sự mộc mạc, với vai chính tuyệt vời". Empire cũng chọn Two Days, One Night trong danh sách "50 phim hay nhất năm 2014", và bộ phim đứng thứ 44.
Ủy ban Quốc gia về Phê bình Điện ảnh chọn bộ phim vào "Top 5 Phim Nước Ngoài 2014".
The Hollywood Reporter đánh giá cao bộ phim và là vai diễn hay nhất của Cotillard.
TIME xếp hạng màn trình diễn của Marion Coillard đứng thứ 4 trong năm 2014, cùng với vai diễn của cô trong The Immigrant.

## Giải thưởng
| Giải                                              | Hạng mục                                   | Người nhận                                                      | Kết quả   |
| ------------------------------------------------- | ------------------------------------------ | --------------------------------------------------------------- | --------- |
| Giải Oscar                                        | Nữ chính xuất sắc nhất                     | Marion Cotillard                                                | Đề cử     |
| Giải BAFTA                                        | Phim nước ngoài xuất sắc nhất              | Two Days, One Night                                             | Đề cử     |
| Alliance of Women Film Journalists                | Nữ chính xuất sắc nhất                     | Marion Cotillard                                                | Đề cử     |
| Belgian Film Critics Association                  | André Cavens Award for Best Film           | Two Days, One Night                                             | Đoạt giải |
| Boston Online Film Critics Association            | Nữ chính xuất sắc nhất                     | Marion Cotillard                                                | Đoạt giải |
| Boston Online Film Critics Association            | Phim nước ngoài xuất sắc nhất              | Two Days, One Night                                             | Đoạt giải |
| Boston Online Film Critics Association            | Top 10 Best Films of 2014                  | Two Days, One Night                                             | Đoạt giải |
| Boston Society of Film Critics                    | Phim nước ngoài xuất sắc nhất              | Two Days, One Night                                             | Đoạt giải |
| Boston Society of Film Critics                    | Nữ chính xuất sắc nhất                     | Marion Cotillard (cùng với The Immigrant)                       | Đoạt giải |
| Giải Sự lựa chọn của nhà phê bình                 | Phim nước ngoài xuất sắc nhất              | Two Days, One Night                                             | Đề cử     |
| Giải Sự lựa chọn của nhà phê bình                 | Nữ chính xuất sắc nhất                     | Marion Cotillard                                                | Đề cử     |
| Liên hoan phim Cannes 2014                        | Cành cọ vàng                               | Jean-Pierre Dardenne và Luc Dardenne                            | Đề cử     |
| César Awards                                      | Nữ chính xuất sắc nhất                     | Marion Cotillard                                                | Đề cử     |
| César Awards                                      | Phim nước ngoài xuất sắc nhất              | Two Days, One Night                                             | Đề cử     |
| Chicago Film Critics Association                  | Nữ chính xuất sắc nhất                     | Marion Cotillard                                                | Đề cử     |
| Chicago Film Critics Association                  | Phim nước ngoài xuất sắc nhất              | Two Days, One Night                                             | Đề cử     |
| Dallas–Fort Worth Film Critics Association Awards | Nữ chính xuất sắc nhất                     | Marion Cotillard                                                | Đề cử     |
| Denver Film Critics Society                       | Phim nước ngoài xuất sắc nhất              | Two Days, One Night                                             | Đoạt giải |
| Denver Film Critics Society                       | Nữ chính xuất sắc nhất                     | Marion Cotillard                                                | Đề cử     |
| Dublin Film Critics' Circle Awards                | Top 10 Films                               | Two Days, One Night                                             | 7th place |
| Dublin Film Critics' Circle Awards                | Best Director                              | Jean-Pierre Dardenne và Luc Dardenne                            | Đề cử     |
| Dublin Film Critics' Circle Awards                | Nữ chính xuất sắc nhất                     | Marion Cotillard                                                | Đoạt giải |
| European Film Awards                              | People's Choice Award                      | Two Days, One Night                                             | Đề cử     |
| European Film Awards                              | Best Screenwriter                          | Jean-Pierre Dardenne và Luc Dardenne                            | Đề cử     |
| European Film Awards                              | Nữ chính xuất sắc nhất                     | Marion Cotillard                                                | Đoạt giải |
| Georgia Film Critics Association                  | Phim nước ngoài xuất sắc nhất              | Two Days, One Night                                             | Đề cử     |
| Georgia Film Critics Association                  | Nữ chính xuất sắc nhất                     | Marion Cotillard                                                | Đoạt giải |
| Globes de Cristal Award                           | Phim nước ngoài xuất sắc nhất              | Two Days, One Night                                             | Đề cử     |
| Globes de Cristal Award                           | Nữ chính xuất sắc nhất                     | Marion Cotillard                                                | Đề cử     |
| 50th Guldbagge Awards                             | Best Foreign Film                          | Two Days, One Night                                             | Đoạt giải |
| Hawaii International Film Festival                | EuroCinema Hawai'i Award - Best Film       | Two Days, One Night                                             | Đề cử     |
| Houston Film Critics Society                      | Phim nước ngoài xuất sắc nhất              | Two Days, One Night                                             | Đề cử     |
| Houston Film Critics Society                      | Nữ chính xuất sắc nhất                     | Marion Cotillard                                                | Đề cử     |
| Indiana Film Journalists Association              | Phim nước ngoài xuất sắc nhất              | Two Days, One Night                                             | Đoạt giải |
| Indiewire Critics' Poll                           | Nữ chính xuất sắc nhất                     | Marion Cotillard                                                | Đoạt giải |
| International Cinephile Society Awards            | Grand Prix                                 | Two Days, One Night                                             | Đoạt giải |
| London Film Critics Circle Award                  | Nữ chính xuất sắc nhất                     | Marion Cotillard                                                | Đề cử     |
| London Film Critics Circle Award                  | Phim nước ngoài xuất sắc nhất              | Two Days, One Night                                             | Đề cử     |
| Lumières Awards                                   | Best French-Language Film                  | Two Days, One Night                                             | Đoạt giải |
| Magritte Awards                                   | Best Film                                  | Two Days, One Night                                             | Đoạt giải |
| Magritte Awards                                   | Best Director                              | Jean-Pierre Dardenne và Luc Dardenne                            | Đoạt giải |
| Magritte Awards                                   | Best Screenplay                            | Jean-Pierre Dardenne và Luc Dardenne                            | Đề cử     |
| Magritte Awards                                   | Best Actor                                 | Fabrizio Rongione                                               | Đoạt giải |
| Magritte Awards                                   | Best Supporting Actress                    | Christelle Cornil                                               | Đề cử     |
| Magritte Awards                                   | Best Supporting Actress                    | Catherine Salée                                                 | Đề cử     |
| Magritte Awards                                   | Best Sound                                 | Benoît De Clerck and Thomas Gauder                              | Đề cử     |
| Magritte Awards                                   | Best Production Design                     | Igor Gabriel                                                    | Đề cử     |
| Magritte Awards                                   | Best Editing                               | Marie-Hélène Dozo                                               | Đề cử     |
| Munich Film Festival                              | ARRI/OSRAM Award - Best International Film | Two Days, One Night                                             | Đề cử     |
| National Board of Review                          | Top 5 Foreign Films                        | Two Days, One Night                                             | Đoạt giải |
| National Society of Film Critics Awards           | Best Actress                               | Marion Cotillard (shared with her performance in The Immigrant) | Đoạt giải |
| New York Film Critics Circle                      | Nữ chính xuất sắc nhất                     | Marion Cotillard                                                | Đoạt giải |
| North Carolina Film Critics Association           | Nữ chính xuất sắc nhất                     | Marion Cotillard                                                | Đề cử     |
| North Carolina Film Critics Association           | Phim nước ngoài xuất sắc nhất              | Two Days, One Night                                             | Đề cử     |
| Online Film Critics Society Awards                | Nữ chính xuất sắc nhất                     | Marion Cotillard                                                | Đề cử     |
| Online Film Critics Society Awards                | Phim hay nhất                              | Two Days, One Night                                             | Đề cử     |
| Online Film Critics Society Awards                | Đạo diễn xuất sắc nhất                     | Jean-Pierre Dardenne và Luc Dardenne                            | Đề cử     |
| Online Film Critics Society Awards                | Nữ diễn viên chính xuất sắc nhất           | Marion Cotillard                                                | Đề cử     |
| Online Film Critics Society Awards                | Kịch bản gốc xuất sắc nhất                 | Jean-Pierre Dardenne và Luc Dardenne                            | Đề cử     |
| Online Film Critics Society Awards                | Phim nước ngoài xuất sắc nhất              | Two Days, One Night                                             | Đoạt giải |
| San Diego Film Critics Society Awards             | Nữ chính xuất sắc nhất                     | Marion Cotillard                                                | Đoạt giải |
| San Diego Film Critics Society Awards             | Phim nước ngoài xuất sắc nhất              | Two Days, One Night                                             | Đề cử     |
| San Francisco Film Critics Circle                 | Phim nước ngoài xuất sắc nhất              | Two Days, One Night                                             | Đề cử     |
| San Francisco Film Critics Circle                 | Nữ chính xuất sắc nhất                     | Marion Cotillard                                                | Đề cử     |
| Satellite Awards                                  | Nữ chính xuất sắc nhất                     | Marion Cotillard                                                | Đề cử     |
| Satellite Awards                                  | Phim nước ngoài xuất sắc nhất              | Two Days, One Night                                             | Đề cử     |
| Sydney Film Festival                              | Sydney Film Prize                          | Two Days, One Night                                             | Đoạt giải |
| St. Louis Gateway Film Critics Association Awards | Nữ chính xuất sắc nhất                     | Marion Cotillard                                                | Đề cử     |
| St. Louis Gateway Film Critics Association Awards | Phim nước ngoài xuất sắc nhất              | Two Days, One Night                                             | Đề cử     |
| Valladolid Film Festival                          | Golden Spike                               | Two Days, One Night                                             | Đề cử     |
| Village Voice Film Poll                           | Nữ chính xuất sắc nhất                     | Marion Cotillard (shared with her performance in The Immigrant) | Đoạt giải |
| Utah Film Critics Association                     | Nữ chính xuất sắc nhất                     | Marion Cotillard                                                | Runner-up |
| Utah Film Critics Association                     | Phim nước ngoài xuất sắc nhất              | Two Days, One Night                                             | Runner-up |
| Washington D.C. Area Film Critics Association     | Phim nước ngoài xuất sắc nhất              | Two Days, One Night                                             | Đề cử     |
| Women Film Critics Circle                         | Nữ chính xuất sắc nhất                     | Marion Cotillard                                                | Đề cử     |